# A prova di proiettile
A prova di proiettile (Bulletproof) è un film statunitense del 1988 diretto da Steve Carver.

## Trama
Una banda di terroristi, di ogni provenienza e tipologia, si impossessa del super carro armato top secret Thunderblast, nascondendolo in Messico. Il compito di recuperarlo è affidato all'ex agente segreto e attuale poliziotto Frank McBain detto Bulletproof.